# Ronald Norrish
Ronald George Wreyford Norrish (Cambridge, 9 de novembro de 1897 — Cambridge, 7 de junho de 1978) foi um químico britânico.
Conjuntamente com Manfred Eigen e George Porter, foi agraciado com o Nobel de Química de 1967 pelos seus estudos de reacções químicas extremamente rápidas, afetando o equilíbrio por meio de pulsos de energia muito curtos.

## Carreira e pesquisa
Norrish foi prisioneiro na Primeira Guerra Mundial e mais tarde comentou, com tristeza, que muitos de seus contemporâneos e concorrentes em potencial em Cambridge não sobreviveram à guerra. Os registros militares mostram que o 2º Tenente Norrish da Artilharia Real desapareceu (foi capturado) em 21 de março de 1918. Norrish voltou ao Emmanuel College como pesquisador em 1925 e mais tarde tornou-se chefe do Departamento de Físico-Química da Universidade de Cambridge. 
Norrish pesquisou a fotoquímica usando fontes de luz contínuas.

Norrish foi eleito membro da Royal Society (FRS) em 1936.